# Лудламит
Лудламит — редкий минерал зелёных оттенков из класса фосфатов.
Лудламит входит в небольшую «группу Лудламита» — близкородственных фосфатных гидратов (в частности Лудламит, Метасвитцерит, Свитцерита и  Стерлингхиллит), которые близки по структуре (изоструктурны/изоморфны) и различаются главным образом составом катионов и количеством молекул воды в формуле ((M2+)3(TO4)2·nH2O).

## Открытие и название
Лудламит был открыт в 1877 году в старинном месторождении Уил-Джейн (графство Корнуолл, недалеко от Труро, Великобритания), после того как возобновилась разработка месторождения. Позднее месторождение будет вновь закрыто как нерентабельное и снова будет разрабатываться в конце XX века.
Название минерала дано в честь английского минералога и коллекционера Генри Лудлэма (1824—1880).

## Формы выделения
Для кристаллов лудламита наиболее характерен короткопризматический, таблитчатый габитус. Часто они собраны в щётки, друзы и агрегаты с неправильной формой. Выделяется минерал в виде небольших отдельных кристаллов, которые нарастают на вмещающую породу. Существуют выделения лудламита в виде сплошных зернистых масс. Одними из наиболее интересных являются сноповидные агрегаты минерала, похожие на снопы пшеницы, в центре перевязанные верёвкой.

## Кристаллография
| Точечная группа             | 2/m — моноклинно-призматический                            |
| Пространственная группа     | P21/b (P1 1 21/b) [P21/c] {P1 21/c 1} {P21/a}              |
| Сингония                    | Моноклинная                                                |
| Параметры ячейки            | a = 10.541(5) Å, b = 4.646(4) Å, c = 9.324(5) Å            |
| Отношение                   | a: b: c = 2.269 : 1 : 2.007                                |
| Число формульных единиц (Z) | 2                                                          |
| Объем элементарной ячейки   | V 448.95 Å³ (рассчитано по параметрам элементарной ячейки) |

## Месторождения

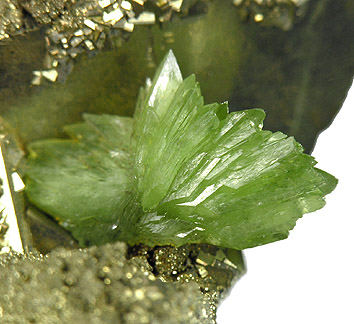
Кристалл лудламита (Боливия)

Месторождений лудламита немного и они раскиданы по разным уголкам планеты. Лучшие образцы лудламита находят в Уил-Джейн (Великобритания). Именно в данном месторождении встречаются крупнейшие кристаллы лудламита длиной в 30 миллиметров, а размер плотных обособлений минерала может достигать 30 сантиметров. Также месторождения лудламита присутствуют в Мексике (Чиуауа), Бразилии (Минас-Жерайс), Испании (Ла-Уньон), Канаде (Юкон), Германии (Хагендорф) и в США.